# California (album)
Az 1988-as California az American Music Club harmadik nagylemeze. Szerepel az 1001 lemez, amit hallanod kell, mielőtt meghalsz című könyvben.

## Az album dalai
|     | Cím                 | Szerző(k)                 | Hossz |
| --- | ------------------- | ------------------------- | ----- |
| 1.  | Firefly             | Mark Eitzel, Bruce Kaphan | 2:49  |
| 2.  | Somewhere           | Eitzel                    | 3:01  |
| 3.  | Laughingstock       | Eitzel, Dan Pearson       | 4:17  |
| 4.  | Lonely              | Eitzel                    | 2:42  |
| 5.  | Pale Skinny Girl    | Eitzel, Pearson, Vudi     | 3:33  |
| 6.  | Blue and Grey Shirt | Eitzel                    | 3:33  |
| 7.  | Bad Liquor          | Eitzel, Pearson, Vudi     | 1:57  |
| 8.  | Now You're Defeated | Eitzel                    | 2:28  |
| 9.  | Jenny               | Eitzel                    | 2:38  |
| 10. | Western Sky         | Eitzel                    | 3:28  |
| 11. | Highway 5           | Eitzel, Vudi              | 3:49  |
| 12. | Last Harbor         | Eitzel                    | 4:35  |

## Közreműködők
American Music Club
- Mark Eitzel – ének, gitár
- Dan Pearson – basszusgitár
- Vudi – gitár, harmonika
- Tom Mallon – dob, producer, hangmérnök

További közreműködők
- Bruce Kaphan – pedal steel gitár
- Lisa Davis – basszusgitár a Firefly-on
- Bobby Neel Adams – fényképek

## Fordítás
Ez a szócikk részben vagy egészben a California (American Music Club album) című angol Wikipédia-szócikk ezen változatának fordításán alapul.  Az eredeti cikk szerkesztőit annak laptörténete sorolja fel. Ez a jelzés csupán a megfogalmazás eredetét és a szerzői jogokat jelzi, nem szolgál a cikkben szereplő információk forrásmegjelöléseként.